# Element odwrotny
Element odwrotny jest uogólnieniem pojęcia odwrotności liczby.
Niech {\displaystyle \diamondsuit } oznacza działanie dwuargumentowe w zbiorze {\displaystyle S.} Element {\displaystyle x} nazywa się elementem odwrotnym do {\displaystyle y} jeżeli spełnione są dwa warunki:
1. {\displaystyle x\;\diamondsuit \;y=e,}
2. {\displaystyle y\;\diamondsuit \;x=e,}

gdzie {\displaystyle e} oznacza element neutralny działania {\displaystyle \diamondsuit .}
Jeżeli działanie {\displaystyle \diamondsuit } zapisywane jest za pomocą symboli {\displaystyle +,\;\oplus ,\;\cup ,\;\lor ,} itp. w celu zaznaczenia jego addytywności, to element odwrotny nazywamy przeciwnym i używamy oznaczenia {\displaystyle -x.} Nazwa odwrotny używana jest w przypadku notacji multiplikatywnej, tj. gdy działanie oznaczamy symbolem zarezerwowanym dla mnożenia: {\displaystyle *,\;\cdot ,\;\otimes ,\;\cap ,\;\land ,\;\star ,} itp. i oznaczamy {\displaystyle x^{-1}}

## Odwrotności jednostronne
Często rozważa się element odwrotny lewostronny do danego, gdy spełniony jest jedynie pierwszy warunek i element odwrotny prawostronny, jeżeli spełniony jest wyłącznie drugi warunek. „Zwykły” element odwrotny nazywa się wtedy elementem odwrotnym obustronnym.
Dany element może mieć wiele elementów odwrotnych prawostronnych i lewostronnych jednocześnie, i nie muszą one być sobie równe! Jeśli jednak działanie jest łączne i dany element ma element odwrotny lewostronny i element odwrotny prawostronny to, są one sobie równe i element ten jest elementem odwrotnym obustronnym. A więc jeśli istnieje, element odwrotny jest tylko jeden.
W większości ważnych praktycznie struktur algebraicznych jak grupy i ciała zwykle postuluje się, aby za pewnymi wyjątkami każdy element był odwracalny.

## Przykłady
- Niech {\displaystyle \diamondsuit } będzie dodawaniem liczb rzeczywistych. Elementem odwrotnym do liczby {\displaystyle 2} jest liczba {\displaystyle -2.} Mamy bowiem: {\displaystyle 2+(-2)=0} oraz {\displaystyle (-2)+2=0} (zero jest elementem neutralnym dodawania).
- Jeżeli {\displaystyle \diamondsuit } jest mnożeniem liczb rzeczywistych, to elementem odwrotnym do liczby {\displaystyle 2} jest liczba {\displaystyle {\tfrac {1}{2}},} bo {\displaystyle 2\cdot {\tfrac {1}{2}}={\tfrac {1}{2}}\cdot 2=1} (jedynka jest elementem neutralnym mnożenia).

Ostatni przykład pokazuje, że nie każdy element musi mieć element odwrotny – liczba zero nie ma elementu odwrotnego względem mnożenia.